# Saïanogorsk
Saïanogorsk (en russe : Саяногорск) est une ville de la république de Khakassie, en Russie. Sa population s'élevait à 44 872 habitants en 2021.

## Géographie
Saïanogorsk se trouve sur le versant nord des monts Saïan, en Sibérie, et sur la rive gauche de l'Ienisseï, à 68 km — 75 km par la route — au sud d'Abakan.

## Histoire
Depuis le début du XVIIIe siècle, le village d'Osnatchennoïe (Означенное) se trouve à l'emplacement de la ville actuelle. Maïna, une localité située en amont, a obtenu le statut de commune urbaine en 1957. La ville de Saïanogorsk proprement dite a été fondée le 6 novembre 1975 en relation avec le début de la construction de la centrale hydroélectrique de Saïano-Chouchensk sur l'Ienisseï (mise en service en 1978) et de l'usine d'aluminium de Saïan (1985).
Le 17 août 2009, un grave accident se produisit à la centrale hydroélectrique de Saïano-Chouchensk : la turbine no 2 se disloqua violemment. La salle des machines fut inondée et le plafond de la salle des turbines s'effondra. Soixante-quinze personnes furent tuées. La production de l'usine, d'une puissance totale de 6 400 MW, fut interrompue, perturbant sérieusement l'alimentation électrique de la région. Les fonderies d'aluminium durent recourir à des générateurs diesel.

## Population
Recensements (*) ou estimations de la population
| 1959* | 1970*  | 1979*  | 1989*  | 2002*  |
| ----- | ------ | ------ | ------ | ------ |
| 4 600 | 13 700 | 21 880 | 50 188 | 50 255 |

| 2010*  | 2013   | 2014   | 2015   | 2016   |
| ------ | ------ | ------ | ------ | ------ |
| 49 887 | 48 942 | 48 851 | 48 740 | 48 299 |

## Économie
Deux centrales électriques se trouvent au sud de la ville. La principale, la centrale hydroélectrique de Saïano-Chouchensk, a une puissance de 6 400 MW et une production annuelle moyenne de 23,5 milliards de kWh. Elle alimente deux importantes fonderies d'aluminium appartenant à la société RusAl, le premier producteur d'aluminium dans le monde (2007) :
- Saïanogorski Aliouminievy Zavod (Саяногорский алюминиевый завод), en abrégé SaAZ, mise en service en 1985, a une capacité de production de 530 000 tonnes d'aluminium par an et emploie environ 2 000 personnes[3].
- Khakasski Aliouminievy Zavod (Хакасский алюминиевый завод), en abrégé KhAZ. Sa construction avait débuté en mars 2005 ; la production a démarré en décembre 2006 et l'usine était entièrement terminée en octobre 2007. Cette fonderie ultra-moderne a une capacité de production de 300 000 tonnes d'aluminium par an et emploie 600 salariés[4].